# 29643 Plücker
29643 Plücker là một tiểu hành tinh vành đai chính với chu kỳ quỹ đạo là 1223.0146489 ngày (3.35 năm).
Nó được phát hiện ngày 15 tháng 11 năm 1998.